# Campionato africano femminile di pallacanestro 1990
L'11º Campionato africano femminile di pallacanestro FIBA (noto anche come FIBA AfroBasket Women 1990) si è svolto in Tunisia dal 16 al 25 marzo 1990.
I Campionati africani femminili di pallacanestro sono una manifestazione biennale tra le squadre nazionali, organizzata dalla FIBA Africa. Vincitore della manifestazione fu la squadra del Senegal.

## Squadre partecipanti
Gruppo A
- Tunisia
- Mozambico
- Costa d'Avorio
- Algeria

Gruppo B
- Zaire
- Angola
- Senegal
- Egitto

## Turno preliminare

### Gruppo A
| Squadra        | G | V | P | PF  | PS  | DP   | P.ti |
| -------------- | - | - | - | --- | --- | ---- | ---- |
| Tunisia        | 3 | 3 | 0 | 276 | 207 | +69  | 6    |
| Mozambico      | 3 | 2 | 1 | 236 | 178 | +58  | 5    |
| Costa d'Avorio | 3 | 1 | 2 | 211 | 225 | −14  | 4    |
| Algeria        | 3 | 0 | 3 | 169 | 282 | −113 | 3    |

### Gruppo B
| Squadra | G | V | P | PF  | PS  | DP  | P.ti |
| ------- | - | - | - | --- | --- | --- | ---- |
| Zaire   | 3 | 3 | 0 | 215 | 152 | +63 | 6    |
| Senegal | 3 | 2 | 1 | 186 | 167 | +19 | 5    |
| Angola  | 3 | 1 | 2 | 175 | 171 | +4  | 4    |
| Egitto  | 3 | 0 | 3 | 137 | 223 | −86 | 3    |

## Fase finale

### Primo-Quarto posto
|  | Semifinali | Semifinali | Semifinali |       |         | Finale          | Finale          | Finale          |  |
|  |            |            |            |       |         |                 |                 |                 |  |
|  | Senegal    | Senegal    | 89         |       |         |                 |                 |                 |  |
|  | Senegal    | Senegal    | 89         |       |         |                 |                 |                 |  |
|  | Tunisia    | Tunisia    | 65         |       |         |                 |                 |                 |  |
|  | Tunisia    | Tunisia    | 65         |       | Senegal | Senegal         | 70              |                 |  |
|  |            |            |            |       | Senegal | Senegal         | 70              |                 |  |
|  |            |            | Zaire      | Zaire | 68      |                 |                 |                 |  |
|  | Mozambico  | Mozambico  | Zaire      | Zaire | 68      | 59              |                 |                 |  |
|  | Mozambico  | Mozambico  |            |       |         | 59              |                 |                 |  |
|  | Zaire      | Zaire      | 91         |       |         | Finale 3º posto | Finale 3º posto | Finale 3º posto |  |
|  | Zaire      | Zaire      | 91         |       |         |                 |                 |                 |  |
|  |            |            |            |       |         |                 |                 |                 |  |
|  |            |            |            |       |         | Tunisia         | Tunisia         | 75              |  |
|  |            |            |            |       |         | Tunisia         | Tunisia         | 75              |  |
|  |            |            |            |       |         | Mozambico       | Mozambico       | 86              |  |

### Quinto-Sesto posto
|  | Finale         |                |    |  |
|  |                |                |    |  |
|  | Angola         | Angola         | 93 |  |
|  | Costa d'Avorio | Costa d'Avorio | 62 |  |

### Settimo-Ottavo posto
|  | Finale  |         |    |  |
|  |         |         |    |  |
|  | Algeria | Algeria | 58 |  |
|  | Egitto  | Egitto  | 64 |  |

## Classifica finale
| Posizione | Squadra        | Risultati |
| --------- | -------------- | --------- |
| 1         | Senegal        | 4-1       |
| 2         | Zaire          | 4–1       |
| 3         | Mozambico      | 3-2       |
| 4         | Tunisia        | 3-2       |
| 5         | Angola         | 2-2       |
| 6         | Costa d'Avorio | 1-3       |
| 7         | Egitto         | 1-3       |
| 8         | Algeria        | 0-4       |